# Sayonara memories
Singles de supercell
Kimi no Shiranai Monogatari
(2009) Kotchi Muite Baby / Yellow
(2010)
sayonara memories (さよならメモリーズ, Sayonara Memorīzu, lit. Adieu souvenirs) est le deuxième single de J-pop et une chanson du même single produit par le groupe supercell, sorti le 10 février 2010 sous le label Sony Music. Un PV de la chanson a été réalisé par Takahiro Miki et Taiki Ueda. Le single a atteint la 7e place du Top Oricon

## Background
Depuis août 2008 quand supercell ont sorti leurs premier single Kimi no Shiranai Monogatari, il a fallu environ un mois à ryo pour composer une démo de sayonara memories. Comme pour KnSM les chansons de sayonara memories sont chantées par Nagi Yanagi, bien qu'officiellement Nagi Yanagi n'est pas membre du groupe. Nagi Yanagi étant une fan de supercell, et plus particulièrement de ryo,, elle l'a contacté et ont discuté d'une possible collaboration. Ainsi après avoir chanté pour KnSM, supercell avaient décidé que Nagi Yanagi aller devenir aussi leur chanteuse pour l'album Today Is A Beautiful Day.
Auparavant ryo utilisait pour ses chansons Hatsune Miku comme chanteuse, en changeant pour une chanteuse humaine ryo dit que bien qu'il ait perdu le contrôle absolue sur le ton de chaque phrase, travailler avec une chanteuse [humaine] ajoute un élément humain qui résonne mieux pour ceux qui écoutent,.

## Composition
sayonara memories (さよならメモリーズ) a une instrumentation composée d'une guitare électrique, d'une guitare basse, d'une batterie, d'un piano, et d'un violon. Selon la partition publié par Yamaha la chanson a un tempo presto de 160 pulsations par minute, et est en clé de Si majeur tout au long de la chanson.
L'introduction commence avec Nagi Yanagi qui chante accompagné seulement par le piano, le pont arrive par la guitare, la batterie et le violon. Il sert de transition pour passer au premier couplet. La chanson continue avec le deuxième et troisième couplet, qui sert aussi de refrain mélodique, avant d'employer un autre pont. La structure musicale des trois premiers couplets est répétée dans les trois suivant avec d'autres paroles. Après un court septième couplet, un break est utilisé suivi par le huitième couplet.
Après un court outro la chanson fini avec Nagi Yanagi qui chante : Ah, je l'ai enfin dit (ああ　やっと言えた, Aa yatto ieta) faisant référence à une confession amoureuse de la fin du huitième couplet.
Étant donné que sayonara memories (さよならメモリーズ) est sorti en février, ryo a utilisé février comme thème pour ses paroles. Il a commenté qu'au Japon c'est le mois de la remise des diplômes, donc j'ai essayé d'exprimer ces adieux, l’anxiété pour le futur, mais aussi l'espoir pour le futur. Il décrit aussi février comme le mois où les personnes se rappellent des adieux qu'ils ont fait l'année précédente, mais aussi comme le moment où les personnes pensent rencontrer d'autres personnes pour la première fois. Il a essayé d'écrire la chanson avec ce sentiment. Il aime particulièrement ce moment de l'année.
Les paroles comme pour Kimi no Shiranai Monogatari (君の知らない物語) ou Utakata Hanabi (うたかた花火) parle d'une fille qui n'arrive pas à déclarer ses sentiments à la personne qu'elle aime. À la fin de la chanson elle arrive toutefois à exprimer cela :
Je t'ai toujours, toujours aimé ! (きみ の こと ずっと ずっと まえ から すき でした, Kimi no koto zutto zutto mae kara suki deshita)
Ah, je l'ai enfin dit (ああ　やっと 言えた, Aa yatto ieta)
Il faut noter que contrairement à Kimi no Shiranai Monogatari (君の知らない物語) et Utakata Hanabi (うたかた花火) la chanson semble se terminer bien malgré le fait qu'on ne sache pas réellement si la personne a répondu favorablement ou pas. L'histoire est aussi différente, car contrairement aux deux autres chansons ce n'est pas un amour perdu mais une difficulté à exprimer ses sentiments.
La jaquette de l'album est une illustration de redjuice montrant une fille le bras tendu avec des pétales de sakura autour d'elle, le papillon devant elle est une idée de Nagi Yanagi.
La direction artistique et du design a été confiée à Yoshiki Usa. Usa et redjuice ont reçu une démo vers la fin d'octobre 2009 et ont commencé à travailler sur la jaquette. En écoutant l'introduction de sayonara memories redjuice a eu beaucoup d'inspiration, elle lui faisait penser à un hymne scolaire, bien que le thème de la scolarité n'apparait pas dans les paroles, redjuice a tout de même fortement pensé à cela.
 L'illustration de redjuice est d'un style shōjo, ryo aime l'illustration et Usa se sent nostalgique.

## Sorti et réception
sayonara memories est sorti en deux éditions une normal et une édition limitée, l'édition limitée comporte un DVD avec le PV et le trailer publicitaire de sayonara memories. Le single a atteint la 7e place du top Oricon hebdomadaire, vendant 20 099 copies en une semaine, il est resté 16 semaines dans le Top Oricon. Elle a aussi fait ses débuts et a atteint la 31e place du Billboard Japan Hot 100.

## PV
Le PV, dirigé par Takahiro Miki et Taiki Ueda, met en scène une chanteuse et 4 autres membres. Les membres sont : Yoshiya Hizawa à la guitare, Tatsuhiro Endon à la bass, Yu Watanabe à la btteries, et Jun Imai au piano.
Le PV montre l'actrice Ema Sakura qui joue le rôle d'une fille qui n'arrive pas à donner sa lettre d'amour au garçon qu'elle aime, joué par Hiroko Iro, avant la remise des diplômes. Au début de la vidéo Sakura est réveillé par sa projection astrale du passé (quand elle était encore au lycée) qui prend sa lettre d'amour. Sakura court à travers la ville à la recherche de sa projection astrale, elle arrive dans la classe de son ancien lycée. En entrant elle se retrouve dans le passé avec la lettre dans ses mains et seule avec Iro. Elle donne la lettre à Iro et celui-ci le remercie pour ça, elle revient ensuite dans le présent. Elle quitte le lycée en étant satisfaite d'avoir réussi à exprimer ses sentiments. Yoshiki Usa et ryo ont participé à la réalisation du PV, et pendant les auditions pour savoir qui jouera la fille dans le PV.

## Pistes du single
Toutes les chansons sont écrites et composées par ryo.
| No | Titre                                                                | Durée |
| -- | -------------------------------------------------------------------- | ----- |
| 1. | sayonara memories (さよならメモリーズ)                               | 6:05  |
| 2. | Oshieteageru (教えてあげる)                                          | 4:38  |
| 3. | Yakusoku wo Shiyō (約束をしよう)                                     | 3:27  |
| 4. | sayonara memories -Instrumental- (さよならメモリーズ -Instrumental-) | 6:05  |
| 5. | Oshieteageru -Instrumental- (教えてあげる -Instrumental-)            | 4:38  |

## Staff
supercell
- ryo – parolier
- Yoshiki Usa – directeur artistique, design
- redjuice – illustrations

Autres musiciens
- Nagi Yanagi – chanteuse
- Susumu Nishikawa – guitare électrique
- Masato Ishinari – guitare
- Yuichi Takama – basse
- Shinsuke Nozaki – batterie, shaker (en)
- Shunsuke Watanabe – piano
- Crusher Kimura - violon

Production
- Shunsuke Muramatsu – producteur délégué
- Yu Tamura – producteur délégué
- Keiji Kondo – mixer
- Yuji Chinone – mastering
- Masami Hatta – coordinateur des produits
- Eiichi Maruyama – directeur
- Taishi Fukuyama – directeur du chant
- Madoka Yanagi – A&R

## Charts
| Chart (2009)                   | Position |
| ------------------------------ | -------- |
| Billboard Japan Hot 100        | 31       |
| Oricon Classement hebdomadaire | 7        |